# Thomas Kastenmaier
Thomas Kastenmaier (Monaco, 31 maggio 1966) è un allenatore di calcio ed ex calciatore tedesco.
Terzino con il vizio del gol, ha trascorso la quasi totalità della carriera con la maglia del Borussia Mönchengladbach.

## Carriera

### Calciatore
Kastenmaier iniziò la sua carriera nelle giovanili del SF Harteck München prima e del TSV Milbertshofen poi. Nel 1989 firmò il primo contratto da professionista con il Bayern Monaco, con cui fece l'esordio in Bundesliga il 31 agosto 1989 nella partita contro l'Amburgo. Dopo 9 presenze, 1 gol e il primo posto in campionato a fine stagione Kastenmaier lasciò il Bayern per passare al Borussia Mönchengladbach dove rimase per otto anni collezionando 182 presenze e vincendo una Coppa di Germania nel 1995. Terminò la carriera nel 1998 a seguito di un grave infortunio.

### Allenatore
Dopo aver appeso le scarpette al chiodo Kastennaier continuò a lavorare nello staff tecnico del Borussia. Nel marzo 2004 fu chiamato a sostituire l'allenatore Manfred Stefes alla guida della seconda squadra del Mönchengladbach, militante in Oberliga. All'inizio della stagione successiva fu però sostituito da Horst Köppel, di cui divenne il vice.
Il 25 giugno 2005 fu chiamato come secondo allenatore nel Rot-Weiß Ahlen in Zweite Bundesliga. A ottobre, dopo le dimissioni del coach František Straka, divenne per un breve periodo primo allenatore prima di lasciare il posto a Paul Linz e tornare a fare da assistente.
Da novembre 2007 allena il SC 1912 e.V Wegberg, club di Kreisliga (8º livello del calcio tedesco).

## Palmarès
- Campionato tedesco: 1

Bayern Monaco: 1990
- Coppa di Germania: 1

Borussia Monchengladbach: 1994-1995